# آری استر
آری استر (به انگلیسی: Ari Aster) فیلم‌ساز، فیلم‌نامه‌نویس و کارگردان اهل ایالات متحده آمریکا است.

## زندگی
آری آستر در یک خانواده یهودی در نیویورک زاده شد. پدرش موسیقیدان و مادرش شاعر بود.

## فیلم‌شناسی
آری آستر تاکنون چند فیلم کوتاه و تنها دو فیلم بلند در کارنامه هنری خود دارد که آن دو فیلم عبارتند: فیلم موروثی hereditary محصول سال ۲۰۱۸ و فیلم میدسامر محصول سال ۲۰۱۹ که هردو تحسین منتقدین و مخاطبان را در پی داشت.
جدیدترین فیلم او،بیو می‌ترسد نام دارد که در سال 2023 و به تازگی اکران شده است. او اکنون درحال ساخت فیلم جدید خود با بازی واکین فینیکس، اما استون، ویلم دفو، آستن باتلر است.